# Mariabasiliek van Kevelaer
De Mariabasiliek (Duits: Marienbasilika) is een neogotisch kerkgebouw in de Duitse stad Kevelaer waar de grotere heilige missen van de Maria-bedevaart te Kevelaer worden opgedragen. De basiliek staat vlak bij de barokke Genadekapel, waarin zich volgens de katholieke traditie een wonderdoende afbeelding van de Heilige Maagd bevindt. De kerk werd in 1923 tot basiliek verheven.

## Bouwgeschiedenis
Het neogotische kerkgebouw werd tussen 1858 en 1864 door Hilger Hertel de Oudere naar een ontwerp van Vincenz Statz gebouwd. De vier verdiepingen tellende 90 meter hoge toren werd pas in 1883-1884 toegevoegd. Omstreeks de eeuwwisseling volgde de bijzonder kleurrijke beschildering van het dwarsschip en het koor.
In 1991 werd de restauratie van de op de Parijse Sainte-Chapelle geïnspireerde binnenbeschildering afgesloten. Daarmee was een van de meest kleurrijke kerkinterieuren van het Rijnland weer in de oude luister hersteld. Door aanzienlijke oorlogsverwoestingen gingen de oorspronkelijke glas-in-loodramen verloren. In 1946 werden deze ramen vervangen; een deel ervan werden ontworpen door de uit Weeze afkomstige kunstenaar Hans Mennekes.
Het huidige bronzen portaal van de kerk werd gemaakt door de houdsnijder en beeldhouwer Willi Dirx.

## Het belang van de bedevaart
In 1884 verleende paus Leo aan pastoor Josef van Ackeren (1830-1903) en diens opvolgers het privilege om in zijn plaats viermaal jaarlijks de apostolische zegen te verstrekken. Kevelaer is de enige plek in het Duitstalige gebied waar deze zegen door de priester of een aanwezige bisschop op de feestdagen Maria-Visitatie, Maria-Hemelvaart, Maria-Geboorte en Allerheiligen wordt gegeven.
De kerk werd in 1923 verheven tot een pauselijke basilica minor.

## Orgel
Het orgel van de Mariabasiliek is met haar 135 registers het grootste Duits-romantische orgel van de wereld. Het bestaat uit een hoofdorgel op de westelijke galerij en een op afstand bespeelbaar instrument op de galerij van het noordelijke dwarsschip. Grote delen van het orgel stammen van het in de jaren 1906-1907 door de orgelbouwer Ernst Seifert gebouwde orgel, dat destijds het eerste orgel uit 1874 van Wilhelm Rütter uit Kevelaer verving. In de loop der tijd werd het orgel gewijzigd en vergroot.
In de Tweede Wereldoorlog werd het bijorgel verwoest. Het hoofdorgel overleefde de oorlog vrijwel ongeschonden, maar kort na het einde van de oorlog werden delen van de orgelkas voor brandhout verwijderd. Er volgde later een provisorisch en vereenvoudigd herstel van de orgelkas. In het kader van een grootschalige restauratie in de jaren 1976-1981 werd de historische orgelkas gereconstrueerd met inbegrip van het tinnen pijpwerk dat in de Eerste Wereldoorlog ten behoeve van de wapenindustrie moest worden afgeleverd.
Een brand in 2002 werd de uiteindelijke aanleiding om ook het instrument geheel in de historische toestand terug te brengen. Ook werd het in de Tweede Wereldoorlog vernielde bijorgel in het dwarsschip gereconstrueerd, echter zonder eigen speeltafel omdat intussen nog een instrument de functie van koororgel vervult.

## Galerij

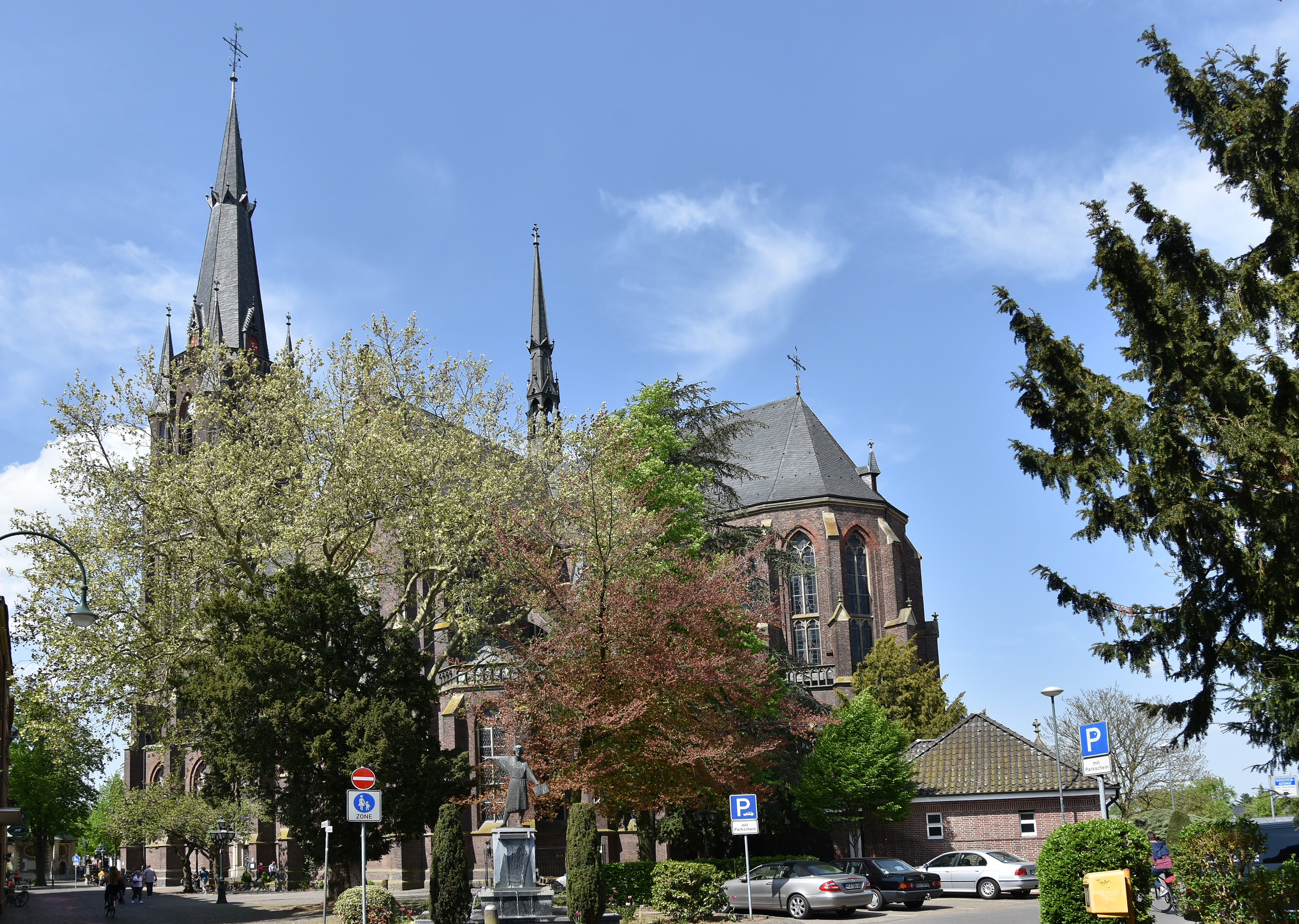
De Mariabasiliek
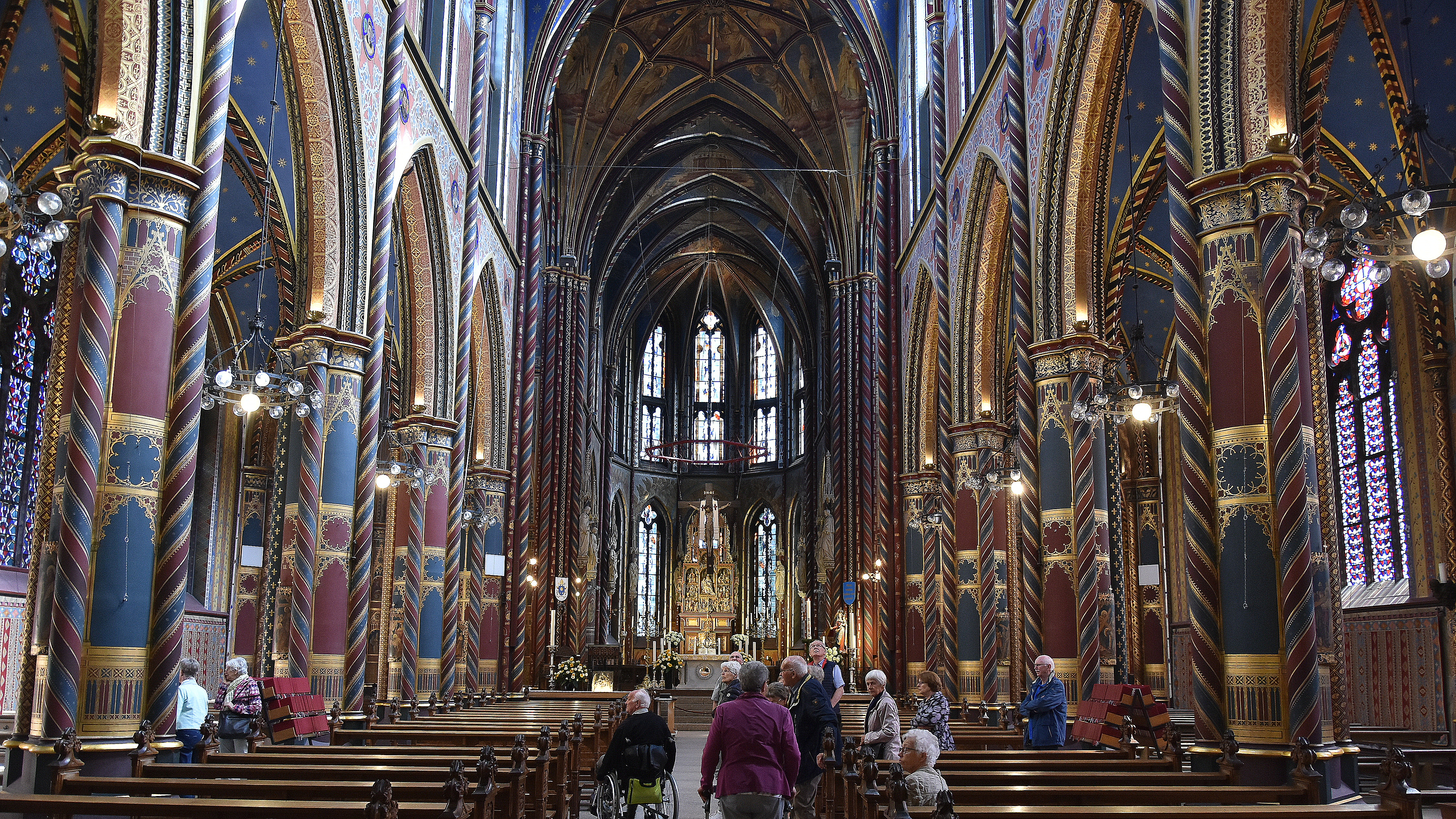
Het schip
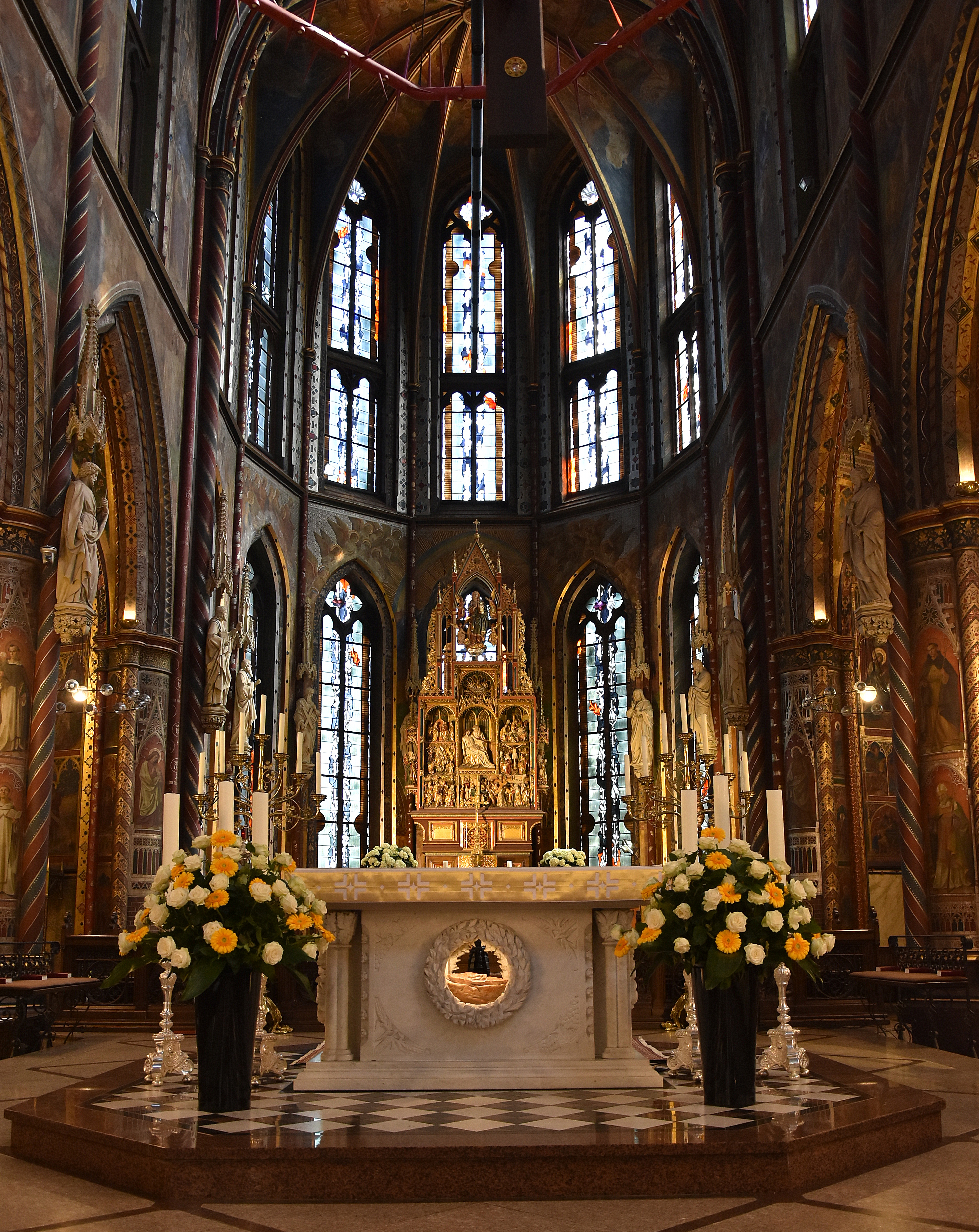
Priesterkoor en hoogaltaar
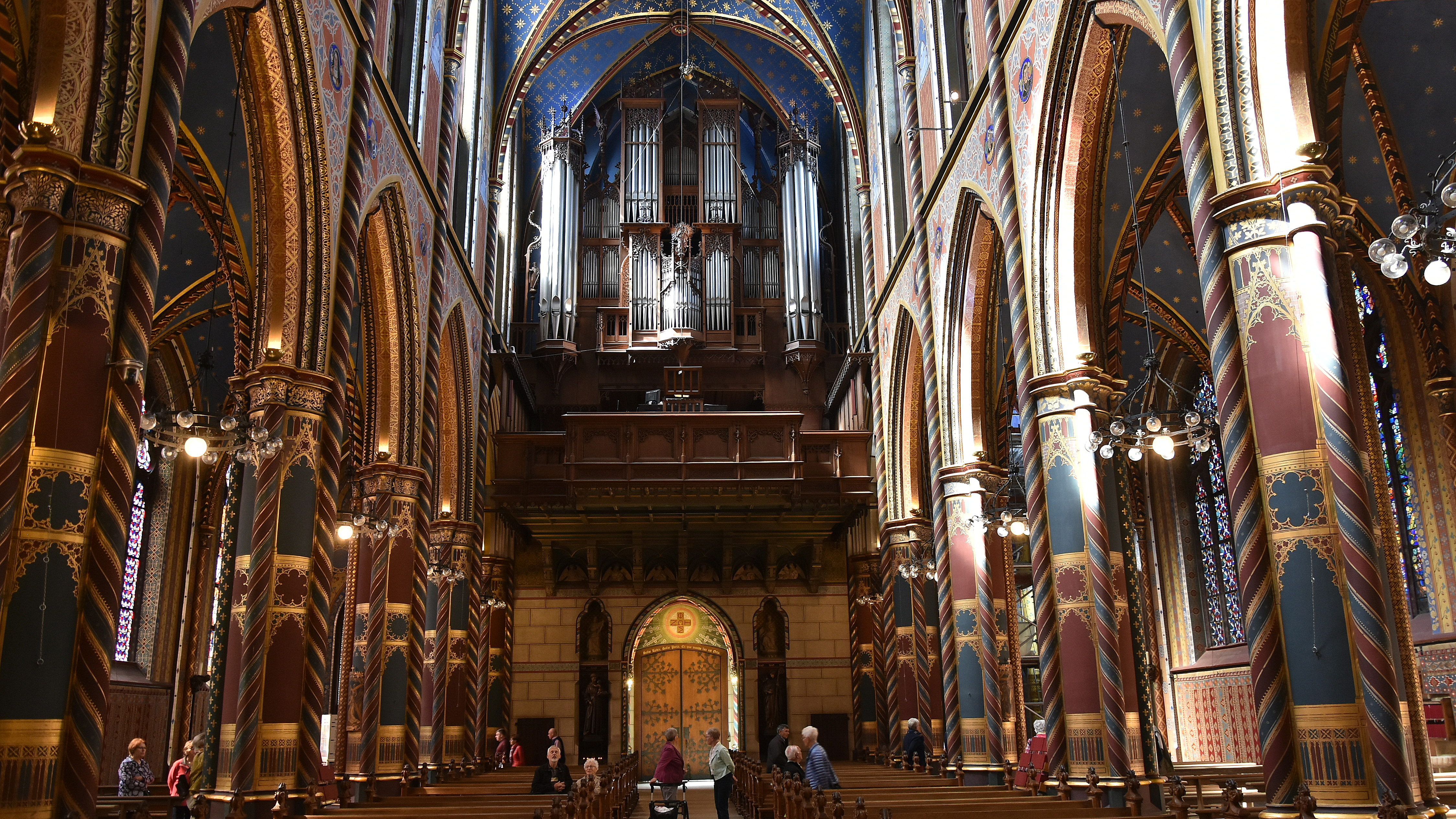
Het Seifert-orgel